# Parc Lux
Le parc Lux (en suédois : Luxparken) est un parc public situé dans l'île de Lilla Essingen à Stockholm en Suède. 

## Description
Le parc Lux est situé sur la rive du lac Mälar, à la pointe orientale de l'île de Lilla Essingen.
Le parc fait partie de la promenade longeant la partie est de l'île.
Dans la partie nord du parc, il y a une grande colline avec des terres naturelles et au pied de la colline, il y a un terrain de balle et une aire de jeux. Au sud, il y a des espaces verts pour jouer, bronzer, pique-niquer et faire des grillades. Il y a un petit pont menant à un promontoire avec des passerelles et des sièges. Il y a également un quai dans la partie sud du parc.

## Histoire
Luxparken a été créé dans le plan d'urbanisme de la partie centrale de Lilla Essingen, entré en vigueur en 1931. Les travaux de construction proprement dits ont été réalisés dans les années 1934-1938 et 1949-1950. Le nom dérive de l'usine AB Lux (devenue plus tard Electrolux) dont les installations industrielles étaient situées à proximité. Le parc se composait principalement d'un affleurement rocheux, de pelouses et d'une courte promenade.
Dans le cadre de la relocalisation des industries et des nouvelles constructions de logements au bord du lac, le parc a été rénové et agrandi en 2004-2008. 
L'ancienne marina est toujours présente, mais le Essinge Boat Club, qui était dans le parc depuis 1934, a dû déménager et est maintenant situé sur le côté nord sous l'Essingeleden. 
La plage et le quai Luxkajen ont été nettoyés. 
La promenade était également reliée au sentier pédestre du côté nord de l'île. 
Un petit pont en bois a été construit et une nouvelle aire de jeux a été créée. 
Il y a également une sculpture de Fibben Hald intitulée Dansen kring granen (La Danse autour du sapin), la sculpture a été érigée en 1990. 
En 2007, les Lövlyktor (lanternes à feuilles) de Mats Olofgör ont été ajoutées, qui représentent le contour d'une feuille de chêne de 1,4 mètre de haut avec un éclairage interne.

## Galerie

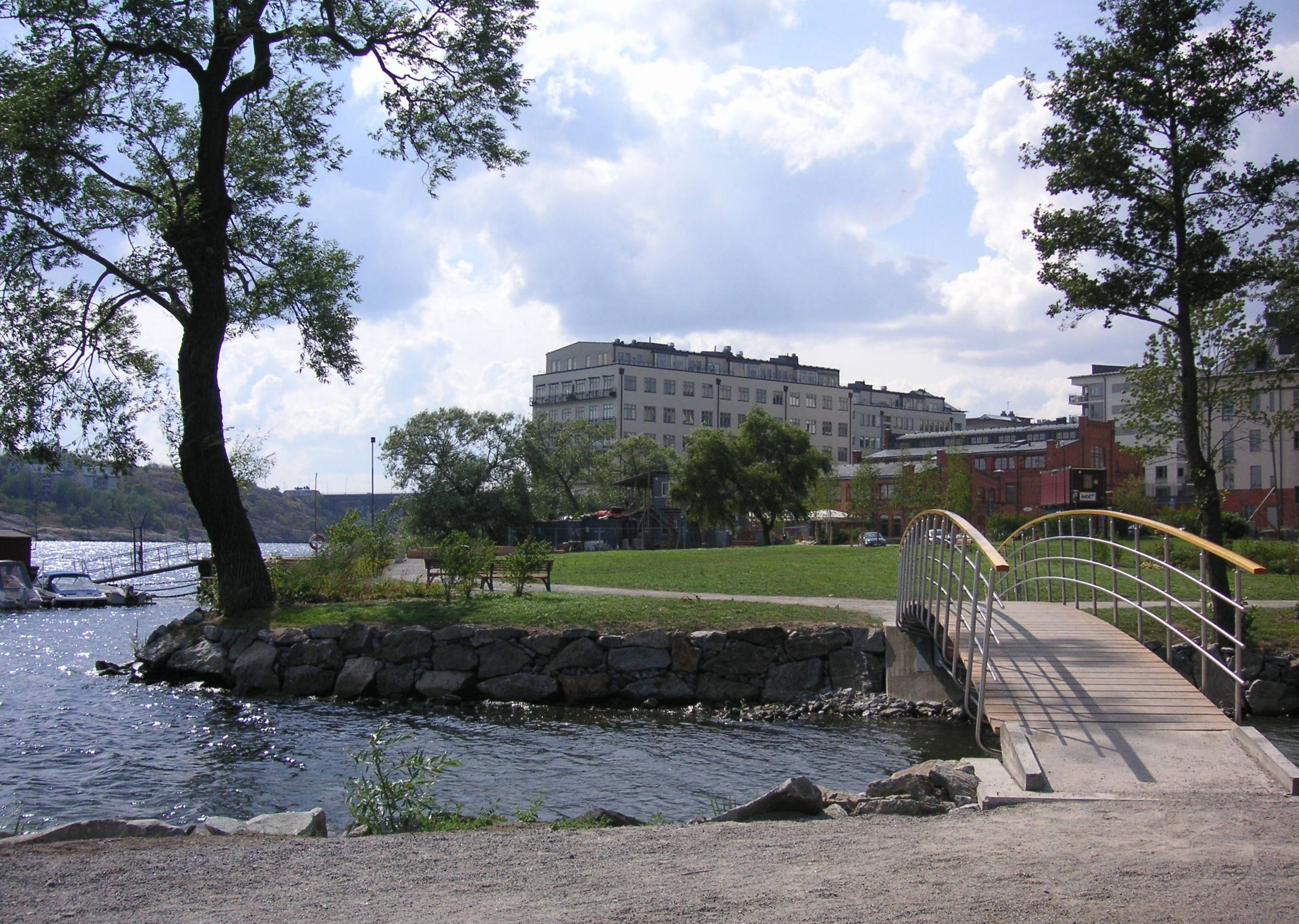
Vue vers le sud.
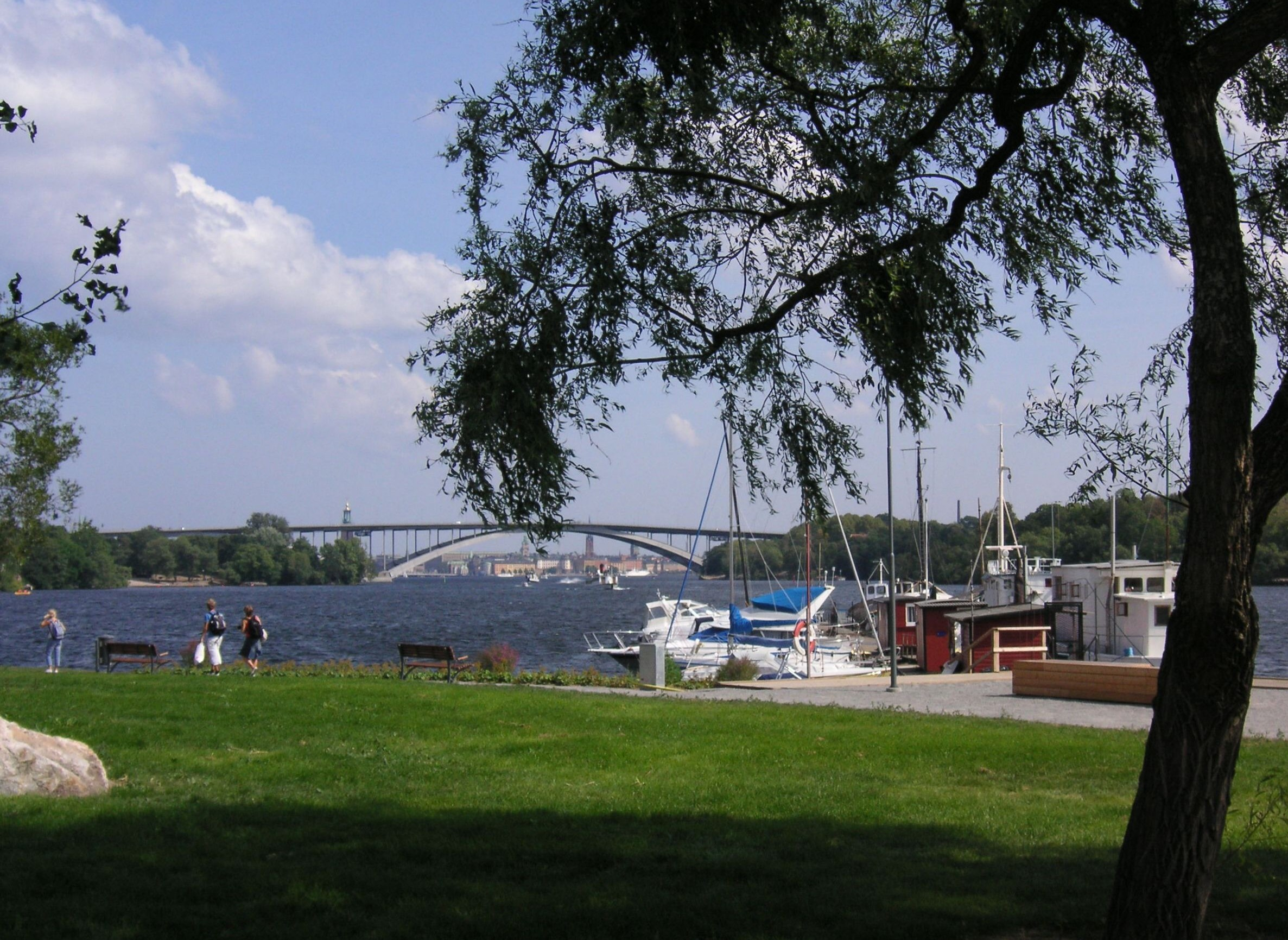
Vue vers l'est.
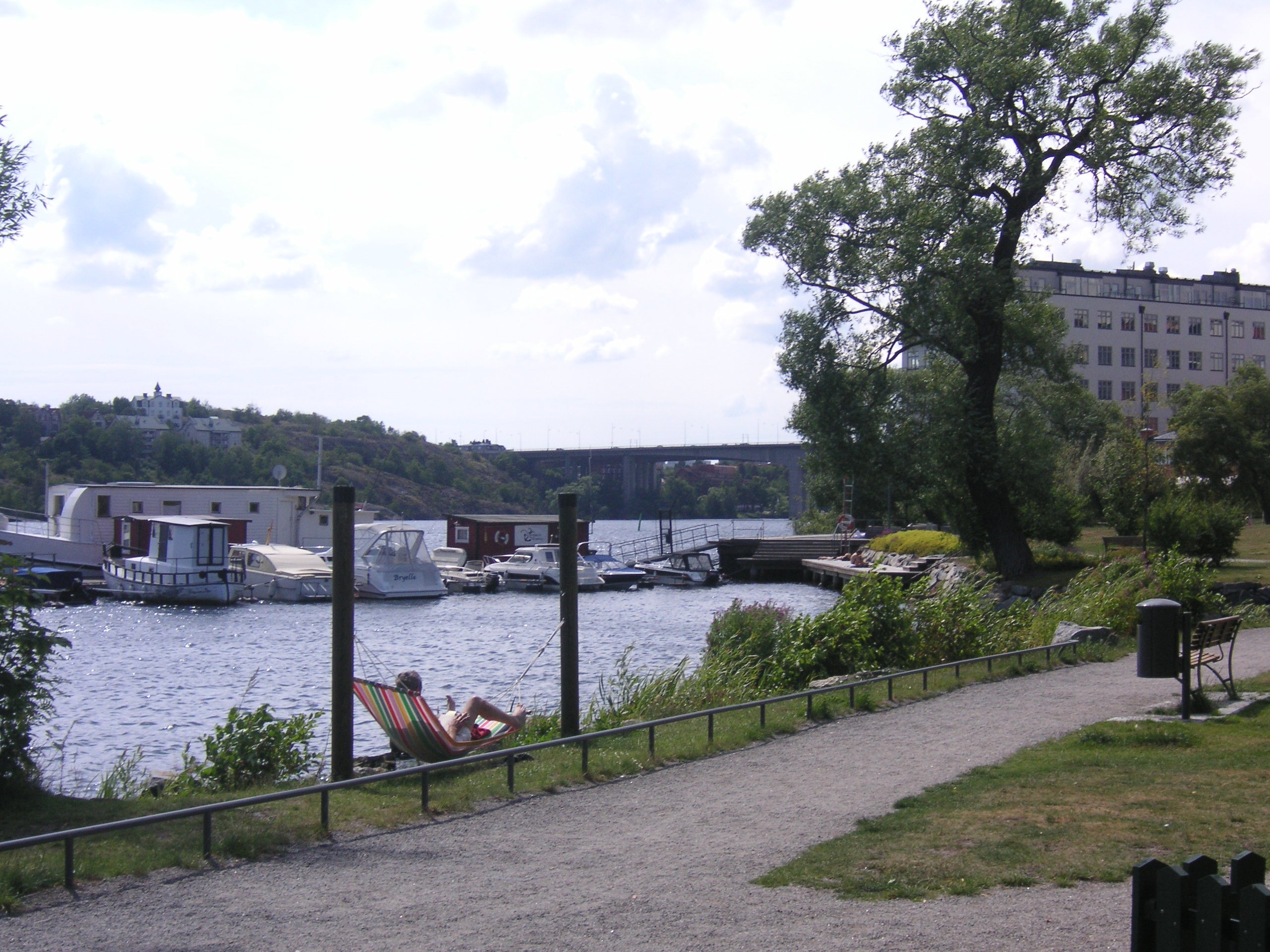
Vue vers lesud-ouest.
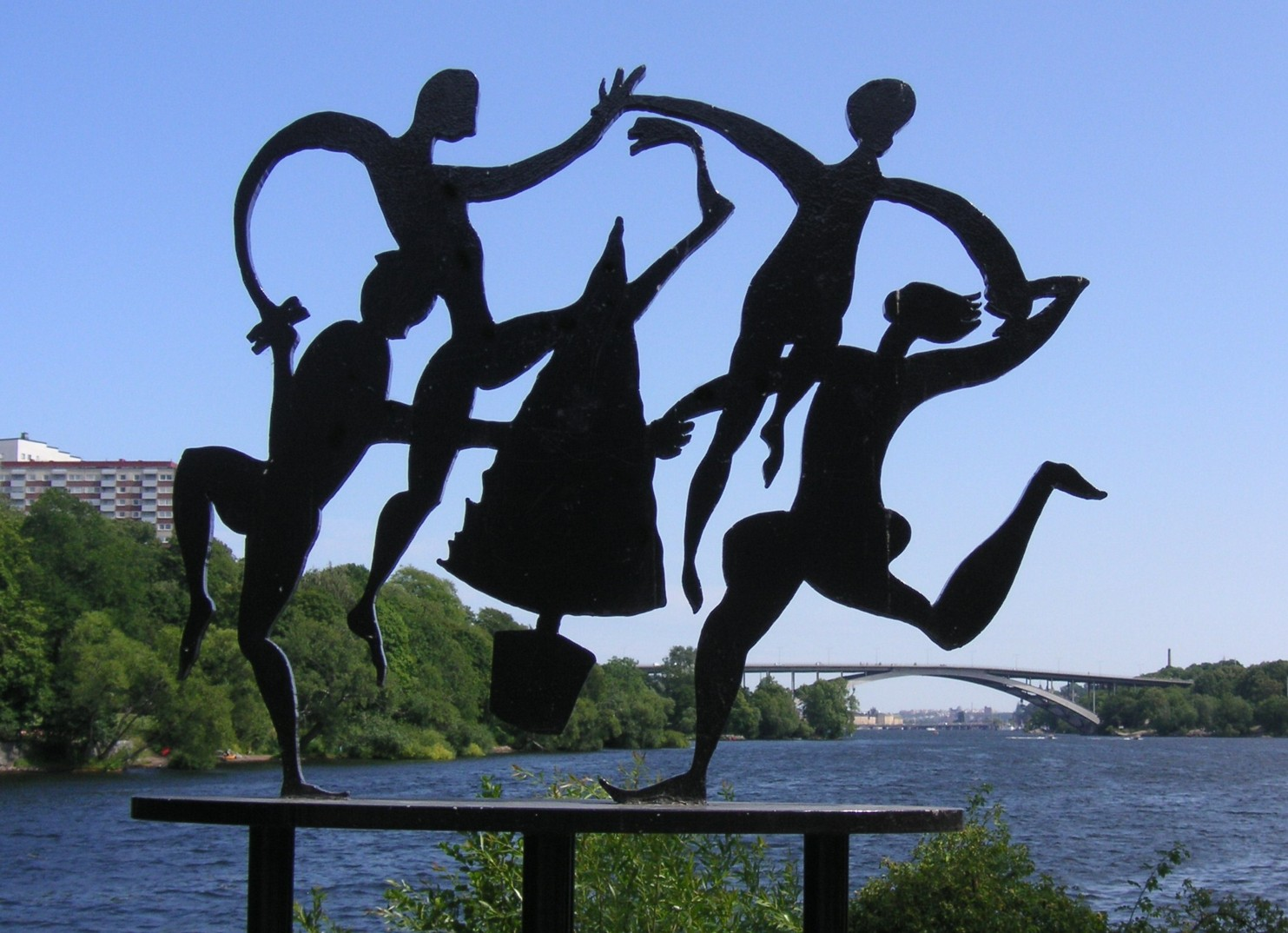
"Dansen kring granen".